# Hoa Lư (thành phố)
Hoa Lư là thành phố tỉnh lỵ cũ của tỉnh Ninh Bình, Việt Nam.
Hoa Lư từng là kinh đô của Việt Nam giai đoạn (968 – 1010) với ba triều đại phong kiến liên tiếp ra đời là Nhà Đinh, Tiền Lê và Nhà Lý. Thành phố Hoa Lư với đặc trưng "đô thị di sản thiên niên kỷ", là thành phố du lịch có nhiều di sản tiêu biểu như Quần thể di sản thế giới Tràng An với cố đô Hoa Lư, Tam Cốc – Bích Động, Khu du lịch sinh thái Tràng An, Thung Nham – Động Thiên Hà,... di tích quốc gia đặc biệt Núi Non Nước, phố cổ Hoa Lư, các làng nghề đá Ninh Vân, thêu Văn Lâm, hoa Ninh Phúc và cũng là nơi bảo tồn nhiều di sản văn hóa phi vật thể như chèo, xẩm, hát văn,...

## Địa lý

### Vị trí địa lý
Thành phố Hoa Lư nằm ở trung tâm tỉnh Ninh Bình, trên trục giao thông Bắc – Nam, cách thủ đô Hà Nội 80 km, có vị trí địa lý:
- Phía đông giáp huyện Ý Yên ,qua sông Đáy
- Phía tây giáp thành phố Tam Điệp và huyện Nho Quan
- Phía nam giáp huyện Yên Khánh và huyện Yên Mô
- Phía bắc giáp huyện Gia Viễn qua sông Hoàng Long.

Thành phố Hoa Lư có diện tích 150,24 km², dân số quy đổi tính đến ngày 31/12/2023 là 319.125 người, mật độ dân số đạt 2.124 người/km².
Thành phố Hoa Lư là đầu mối giao thông của 3 tuyến đường cao tốc Hà Nội – Ninh Bình, Ninh Bình – Vinh và Ninh Bình – Hải Phòng – Hạ Long. Thành phố này cũng nằm ở vị trí giao điểm của Quốc lộ 1 với các Quốc lộ 10, quốc lộ 37C, Quốc lộ 21C và Quốc lộ 38B đi qua các tỉnh vùng duyên hải Bắc Bộ. Khoảng cách từ trung tâm thành phố tới 6 huyện, thành phố khác của tỉnh Ninh Bình đều dưới 30 km.

### Điều kiện tự nhiên
Địa hình
Hoa Lư thuộc vùng bán sơn địa, phía Tây là Quần thể di sản thế giới Tràng An với khoảng 1/4 diện tích thành phố là vùng núi ngập nước, còn lại là vùng đồng bằng có xen những núi nhỏ. Có 4 núi nằm tại trung tâm thành phố rất nổi tiếng, từng được xem là Tứ đại danh sơn của thành phố Ninh Bình trước đây là núi Ngọc Mỹ Nhân, núi Non Nước, núi Kỳ Lân, núi Lớ.
Trung tâm thành phố Hoa Lư có địa hình bằng phẳng, thuộc vùng đồng bằng của tỉnh Ninh Bình. Thành phố Hoa Lư có độ cao trung bình 0,9 - 1,2 m so với mực nước biển và dốc đều từ Bắc xuống Nam.
Sông hồ
Thành phố Hoa Lư nằm bên hữu ngạn hạ lưu sông Hoàng Long và sông Đáy với tổng chiều dài đê nối liền 25 km. Trên sông Đáy có cảng Ninh Phúc và cảng Ninh Bình nối thông ra cửa biển. Những sông nhỏ khác chảy xuyên qua thành phố có sông Chanh, sông Vạc, sông Bến Đang, sông Ngô Đồng, sông Sào Khê, sông Đền Vối, sông Tràng An và sông Vân.
Thành phố Hoa Lư có nhiều hồ sinh thái như hồ Máy Xay, hồ Biển Bạch, hồ Cánh Diều, hồ Lâm Sản, hồ Cá Voi, hồ Bạch Cừ, hồ Tràng An...
Phía Tây thành phố là quần thể danh thắng Tràng An với hệ thống hồ đầm, núi non xen kẽ.
Tài nguyên đất
- Đất phù sa được bồi (Pb) diện tích khoảng phân bố ở các dải hẹp ngoài đê dọc theo các đê sông Hoàng Long, sông Đáy, sông Vạc. Đất có độ phì khá, thành phần cơ giới nhẹ.
- Đất phù sa không được bồi (Ph) phân bố tập trung thành những vùng lớn trong đê có hàm lượng NPK tổng số dễ tiêu từ trung bình đến khá. Hàm lượng Cation trao đổi chất khá cao. Loại đất này phân bổ chủ yếu ở Ninh Tiến, Ninh Phúc, Ninh Phong, Ninh Khang, Ninh Giang...
- Đất phù sa có tầng phèn tiềm tàng sâu (Ps) hiện đang bố trí đất trồng 2 vụ lúa cho năng suất cao. Loại đất này phân bố chủ yếu ở Ninh Phong, Ninh Sơn, Ninh Phúc,...
- Đất mặt nước nuôi trồng thủy sản khoảng phân bố chủ yếu ở Trường Yên, Ninh Hải, Ninh Nhất, Ninh Phúc, Ninh Phong,...

Khí hậu
Khí hậu thành phố Hoa Lư mang những đặc điểm của khí hậu đồng bằng sông Hồng được chia thành 2 mùa rõ rệt: Mùa đông lạnh, ít mưa. Mùa hè nắng nóng, mưa nhiều. Ngoài ra, thành phố Hoa Lư còn chịu ảnh hưởng của gió mùa Đông Bắc, Đông Nam và khí hậu ven biển.
| Dữ liệu khí hậu của Ninh Bình                                | Dữ liệu khí hậu của Ninh Bình | Dữ liệu khí hậu của Ninh Bình | Dữ liệu khí hậu của Ninh Bình | Dữ liệu khí hậu của Ninh Bình | Dữ liệu khí hậu của Ninh Bình | Dữ liệu khí hậu của Ninh Bình | Dữ liệu khí hậu của Ninh Bình | Dữ liệu khí hậu của Ninh Bình | Dữ liệu khí hậu của Ninh Bình | Dữ liệu khí hậu của Ninh Bình | Dữ liệu khí hậu của Ninh Bình | Dữ liệu khí hậu của Ninh Bình | Dữ liệu khí hậu của Ninh Bình |
| Tháng                                                        | 1                             | 2                             | 3                             | 4                             | 5                             | 6                             | 7                             | 8                             | 9                             | 10                            | 11                            | 12                            | Năm                           |
| ------------------------------------------------------------ | ----------------------------- | ----------------------------- | ----------------------------- | ----------------------------- | ----------------------------- | ----------------------------- | ----------------------------- | ----------------------------- | ----------------------------- | ----------------------------- | ----------------------------- | ----------------------------- | ----------------------------- |
| Cao kỉ lục °C (°F)                                           | 32.4 (90.3)                   | 33.3 (91.9)                   | 36.6 (97.9)                   | 38.8 (101.8)                  | 40.4 (104.7)                  | 40.1 (104.2)                  | 39.3 (102.7)                  | 38.2 (100.8)                  | 36.6 (97.9)                   | 34.1 (93.4)                   | 33.4 (92.1)                   | 33.0 (91.4)                   | 40.4 (104.7)                  |
| Trung bình ngày tối đa °C (°F)                               | 19.6 (67.3)                   | 19.8 (67.6)                   | 22.4 (72.3)                   | 26.7 (80.1)                   | 30.9 (87.6)                   | 32.5 (90.5)                   | 32.8 (91.0)                   | 31.8 (89.2)                   | 30.4 (86.7)                   | 28.1 (82.6)                   | 25.0 (77.0)                   | 21.7 (71.1)                   | 26.8 (80.2)                   |
| Trung bình ngày °C (°F)                                      | 16.6 (61.9)                   | 17.1 (62.8)                   | 19.7 (67.5)                   | 23.6 (74.5)                   | 27.2 (81.0)                   | 28.8 (83.8)                   | 29.3 (84.7)                   | 28.5 (83.3)                   | 27.3 (81.1)                   | 24.8 (76.6)                   | 21.6 (70.9)                   | 18.3 (64.9)                   | 23.5 (74.3)                   |
| Tối thiểu trung bình ngày °C (°F)                            | 14.6 (58.3)                   | 15.4 (59.7)                   | 18.0 (64.4)                   | 21.5 (70.7)                   | 24.5 (76.1)                   | 26.1 (79.0)                   | 26.5 (79.7)                   | 26.0 (78.8)                   | 24.9 (76.8)                   | 22.5 (72.5)                   | 19.2 (66.6)                   | 15.9 (60.6)                   | 21.3 (70.3)                   |
| Thấp kỉ lục °C (°F)                                          | 5.7 (42.3)                    | 5.7 (42.3)                    | 7.5 (45.5)                    | 12.6 (54.7)                   | 17.7 (63.9)                   | 19.1 (66.4)                   | 21.6 (70.9)                   | 21.9 (71.4)                   | 16.8 (62.2)                   | 13.4 (56.1)                   | 10.6 (51.1)                   | 5.8 (42.4)                    | 5.7 (42.3)                    |
| Lượng Giáng thủy trung bình mm (inches)                      | 24 (0.9)                      | 29 (1.1)                      | 48 (1.9)                      | 78 (3.1)                      | 165 (6.5)                     | 232 (9.1)                     | 224 (8.8)                     | 317 (12.5)                    | 369 (14.5)                    | 244 (9.6)                     | 68 (2.7)                      | 32 (1.3)                      | 1.829 (72.0)                  |
| Số ngày giáng thủy trung bình                                | 9.1                           | 13.2                          | 16.1                          | 12.9                          | 12.6                          | 13.8                          | 12.9                          | 15.6                          | 15.1                          | 12.1                          | 7.9                           | 6.1                           | 147.5                         |
| Độ ẩm tương đối trung bình (%)                               | 85.1                          | 88.1                          | 90.4                          | 89.4                          | 85.1                          | 82.7                          | 81.6                          | 85.3                          | 85.2                          | 82.7                          | 80.8                          | 81.3                          | 84.8                          |
| Số giờ nắng trung bình tháng                                 | 76                            | 46                            | 46                            | 93                            | 192                           | 181                           | 208                           | 173                           | 170                           | 167                           | 135                           | 124                           | 1.611                         |
| Nguồn: Vietnam Institute for Building Science and Technology |                               |                               |                               |                               |                               |                               |                               |                               |                               |                               |                               |                               |                               |

Rừng đặc dụng Hoa Lư
Rừng đặc dụng Hoa Lư được thành lập ngày 19/5/1995 với diện tích 5.624 ha. Khu văn hóa lịch sử Hoa Lư khi thành lập gồm phần đất thuộc các xã Ninh Hải, Trường Yên, Ninh Hòa, Ninh Nhất. Hiện nay, khu vực này đã được mở rộng về phía Tây đến tận sông Bến Đang. Địa hình của khu văn hóa lịch sử này điển hình là một vùng karst đá vôi trồi lên giữa vùng đồng bằng ven biển tương đối bằng phẳng của miền Bắc Việt Nam. Vùng đá vôi nổi lên này nằm xen kẽ với hàng loạt các khe suối có nước thường xuyên và các thung lũng ngập nước theo mùa. Độ cao so với mực nước biển của vùng từ 10 – 281 m.
Thảm thực vật tự nhiên ở Hoa Lư là rừng trên núi đá vôi và rừng thường xanh trên đất thấp ở các thung lũng đan xen giữa các vùng đá vôi. Theo kết quả điều tra của Viện Điều tra Quy hoạch Rừng (FIPI) và Chi cục Kiểm lâm Ninh Bình, tổng số có 577 loài thực vật bậc cao có mặt đã được ghi nhận. Có 10 loài thực vật quý hiếm được ghi trong Sách Đỏ Việt Nam đã ghi nhận trong thời gian điều tra trong đó có Tuế đá vôi.
Khu văn hóa lịch sử Hoa Lư có hàng loạt các giá trị lịch sử, văn hoá và du lịch. Dưới triều đại nhà Đinh vào thế kỷ X, Hoa Lư đã được chọn là kinh đô của Việt Nam, khu vực này sau đó vẫn tiếp tục là kinh đô dưới thời Tiền Lê. Có rất nhiều đền chùa ở khu vực này, chủ yếu là thời các vua của Việt Nam trong giai đoạn này. Có khá nhiều hang động ở khu vực trong đó có Tràng An, Tam Cốc, Bích Động. Có những con sông chảy qua vùng Tam Cốc và Tràng An để du khách có thể đi thăm khu vực này bằng thuyền. Trên thực tế, Tam Cốc, Tràng An và các di tích lịch sử khác là những tuyến du lịch nổi tiếng.

## Hành chính
Thành phố Hoa Lư có 20 đơn vị hành chính cấp xã trực thuộc, bao gồm 12 phường: Bích Đào, Đông Thành, Nam Bình, Nam Thành, Ninh Giang, Ninh Khánh, Ninh Mỹ, Ninh Phong, Ninh Phúc, Ninh Sơn, Tân Thành, Vân Giang và 8 xã: Ninh An, Ninh Hải, Ninh Hòa, Ninh Khang, Ninh Nhất, Ninh Tiến, Ninh Vân, Trường Yên.
| Danh sách các đơn vị hành chính trực thuộc thành phố Hoa Lư | Danh sách các đơn vị hành chính trực thuộc thành phố Hoa Lư | Danh sách các đơn vị hành chính trực thuộc thành phố Hoa Lư |                    |
| --- | ----------------------------------------------------------- | ----------------------------------------------------------- | ------------------ |
| \| Tên \| Diện tích năm 2023 (km²) \| Dân số năm 2023 (người) \| Mật độ (người/km²) \| \| -------------- \| ------------------------ \| ----------------------- \| ------------------ \| \| Phường (12) \| \| \| \| \| Bích Đào \| 2,26 \| 12.942 \| 5.726 \| \| Đông Thành \| 1,81 \| 12.455 \| 6.881 \| \| Nam Bình \| 1,83 \| 11.619 \| 6.349 \| \| Nam Thành \| 1,91 \| 12.034 \| 6.300 \| \| Ninh Giang \| 6,47 \| 8.045 \| 1.243 \| \| Ninh Khánh \| 5,37 \| 13.281 \| 2.473 \| \| Ninh Mỹ \| 6,25 \| 12.144 \| 1.943 \| \| Ninh Phong \| 5,41 \| 9.554 \| 1.765 \| \| Ninh Phúc \| 6,30 \| 11.153 \| 1.770 \| \| Ninh Sơn \| 4,69 \| 12.029 \| 2.564 \| \| Tân Thành \| 1,75 \| 10.861 \| 6.206 \| \| Vân Giang \| 2,96 \| 33.949 \| 11.469 \| \| Xã (8) \| \| \| \| \| Ninh An \| 5,50 \| 7.056 \| 1.282 \| \| Ninh Hải \| 26,13 \| 11.981 \| 458 \| \| Ninh Hòa \| 8,03 \| 7.006 \| 872 \| \| Ninh Khang \| 7,39 \| 8.060 \| 1.090 \| \| Ninh Nhất \| 17,01 \| 12.082 \| 710 \| \| Ninh Tiến \| 5,18 \| 7.463 \| 1.440 \| \| Ninh Vân \| 12,57 \| 12.515 \| 995 \| \| Trường Yên \| 21,40 \| 11.980 \| 559 \| \| Toàn thành phố \| 150,24 \| 319.125 \| 2.124 \| |                                                             |                                                             |                    |
| Dự thảo báo cáo tóm tắt Đề án: “Thành lập thành phố Hoa Lư, đồng thời sắp xếp đơn vị hành chính cấp xã và thành lập các phường trực thuộc” |                                                             |                                                             |                    |
| Tên | Diện tích năm 2023 (km²)                                    | Dân số năm 2023 (người)                                     | Mật độ (người/km²) |
| Phường (12) |                                                             |                                                             |                    |
| Bích Đào | 2,26                                                        | 12.942                                                      | 5.726              |
| Đông Thành | 1,81                                                        | 12.455                                                      | 6.881              |
| Nam Bình | 1,83                                                        | 11.619                                                      | 6.349              |
| Nam Thành | 1,91                                                        | 12.034                                                      | 6.300              |
| Ninh Giang | 6,47                                                        | 8.045                                                       | 1.243              |
| Ninh Khánh | 5,37                                                        | 13.281                                                      | 2.473              |
| Ninh Mỹ | 6,25                                                        | 12.144                                                      | 1.943              |
| Ninh Phong | 5,41                                                        | 9.554                                                       | 1.765              |
| Ninh Phúc | 6,30                                                        | 11.153                                                      | 1.770              |
| Ninh Sơn | 4,69                                                        | 12.029                                                      | 2.564              |
| Tân Thành | 1,75                                                        | 10.861                                                      | 6.206              |
| Vân Giang | 2,96                                                        | 33.949                                                      | 11.469             |
| Xã (8) |                                                             |                                                             |                    |
| Ninh An | 5,50                                                        | 7.056                                                       | 1.282              |
| Ninh Hải | 26,13                                                       | 11.981                                                      | 458                |
| Ninh Hòa | 8,03                                                        | 7.006                                                       | 872                |
| Ninh Khang | 7,39                                                        | 8.060                                                       | 1.090              |
| Ninh Nhất | 17,01                                                       | 12.082                                                      | 710                |
| Ninh Tiến | 5,18                                                        | 7.463                                                       | 1.440              |
| Ninh Vân | 12,57                                                       | 12.515                                                      | 995                |
| Trường Yên | 21,40                                                       | 11.980                                                      | 559                |
| Toàn thành phố | 150,24                                                      | 319.125                                                     | 2.124              |

## Lịch sử
Hoa Lư là một vùng đất cổ, những khai quật khảo cổ học ở Quần thể di sản thế giới Tràng An đã làm sáng tỏ 1 nền văn hóa Tràng An xuất hiện khá sớm ở đây. Đến thế kỷ X, người anh hùng dân tộc Đinh Bộ Lĩnh sau khi dẹp loạn 12 sứ quân, thống nhất đất nước đã đưa vùng đất này trở thành kinh đô Hoa Lư của nước Việt trong suốt 42 năm với 3 triều đại liên tiếp nhà Đinh, Tiền Lê và nhà Lý trước khi dời đô về Thăng Long - Hà Nội.
Thế kỷ XV, nơi đây trở thành thủ phủ của trấn Sơn Nam với trung tâm lỵ sở đặt tại Vân Sàng, tức vùng đất gần chợ Rồng bây giờ. Xứ Sơn Nam rộng lớn khi ấy gồm 11 phủ, 42 huyện, thuộc các tỉnh Hà Nam, Nam Định, Thái Bình, Hưng Yên và Ninh Bình ngày nay.
Từ xa xưa, ngã ba sông Vân hợp vào sông Đáy đã hình thành những chợ Cá và bến Nứa. Cùng với ưu thế giao thông thuận lợi do vị trí án ngữ giao điểm của những trục đường chính, các chợ Cá này đã phát triển thành một trung tâm kinh tế, chính trị và văn hoá lớn ở phía Nam vùng châu thổ sông Hồng.. Vị trí địa lý đặc biệt của vùng đất tiếp giáp với 3 vùng miền cũng ảnh hưởng đến đặc trưng văn hóa của thành phố, đó là nền văn hóa hợp lưu, hội tụ nhưng vẫn mang bản sắc đặc trưng riêng.
Năm 1873, Pháp chiếm Ninh Bình, nơi đây được xây dựng trở thành một đô thị ở vùng cửa ngõ miền Bắc với nhiều công trình kiến trúc như thành Ninh Bình, cầu Lim, phố Nhà thờ, chợ Rồng.

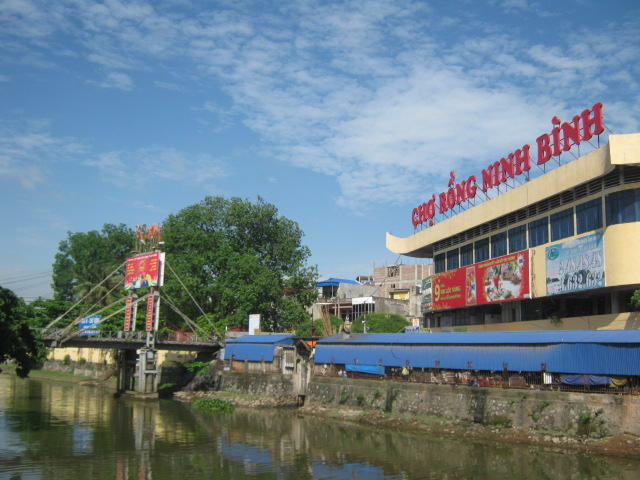
Chợ Rồng, sông Vân

Thành phố Hoa Lư là vùng đất văn hiến với nhiều huyền thoại. Sông Vân còn gọi là Vân Sàng, gắn với truyền thuyết về Lê Hoàn khi thắng Tống trở về, Dương Vân Nga đã đem một đoàn cung nữ ra đón và mở tiệc giao hoan với nhà vua ở trên dòng sông. Cái tên Vân Sàng (giường mây) đã ra đời từ đó. Ngày nay, tên tuổi của 2 danh nhân được đặt cho 2 đường phố ven sông này. Ở cửa ngõ phía Đông thành phố có núi Non Nước, về đời Trần, Trương Hán Siêu thường lên chơi núi này, mới đổi thành Dục Thúy Sơn. Đây là một thắng cảnh, xưa gần cửa biển, có sông Vân, sông Đáy uốn quanh, là cảnh đẹp nên thơ, rất hữu tình. Núi Thuý còn là đề tài của các thi nhân xưa và nay gắn với lịch sử hình thành vùng đất Ninh Bình, núi Thúy - sông Vân từng là hình ảnh biểu tượng độc đáo đặc trưng của thành phố Ninh Bình trước đây.

### Sau năm 1975
Ngày 27 tháng 4 năm 1977, Hội đồng Chính phủ ban hành Quyết định số 125-CP về việc:
- Thành lập huyện Hoa Lư trên cơ sở huyện Gia Khánh và thị xã Ninh Bình.
- Thị xã Ninh Bình được chuyển thành thị trấn huyện lỵ Ninh Bình – thị trấn huyện lỵ của huyện Hoa Lư.

Ngày 9 tháng 4 năm 1981, Hội đồng Chính phủ ban hành Quyết định số 151-CP về việc thành lập thị xã Ninh Bình trên cơ sở tách thị trấn Ninh Bình của huyện Hoa Lư.
Thị xã Ninh Bình có 4 phường: Đinh Tiên Hoàng, Quang Trung, Lương Văn Tuỵ, Văn Giang và xã Ninh Thành.
Ngày 26 tháng 12 năm 1991, Quốc hội ban hành Nghị quyết về việc chia tỉnh Hà Nam Ninh tỉnh Nam Hà và tỉnh Ninh Bình. Lúc này, thị xã Ninh Bình trở thành tỉnh lỵ của tỉnh Ninh Bình.
Ngày 2 tháng 11 năm 1996, Chính phủ ban hành Nghị định số 69-CP về việc chuyển 5 xã: Ninh Khánh, Ninh Tiến, Ninh Phong, Ninh Sơn, Ninh Phúc của huyện Hoa Lư vào thị xã Ninh Bình quản lý.
Thị xã Ninh Bình được điều chỉnh địa giới hành chính thành 8 phường: Tân Thành, Đông Thành, Nam Thành, Phúc Thành, Nam Bình, Bích Đào, Đinh Tiên Hoàng.
Ngày 9 tháng 1 năm 2004, Chính phủ ban hành Nghị định số 16/2004/NĐ-CP về việc chuyển 6 xã: Ninh Khánh, Ninh Nhất, Ninh Tiến, Ninh Phong, Ninh Sơn, Ninh Phúc thuộc huyện Hoa Lư về thị xã Ninh Bình quản lý.
Thị xã Ninh Bình có 4.674,80 ha diện tích tự nhiên và 102.539 nhân khẩu với 14 đơn vị hành chính cấp xã trực thuộc, bao gồm gồm 8 phường: Tân Thành, Phúc Thành, Đông Thành, Nam Thành, Thanh Bình, Nam Bình, Vân Giang, Bích Đào và 6 xã: Ninh Khánh, Ninh Nhất, Ninh Tiến, Ninh Phong, Ninh Sơn, Ninh Phúc.
Ngày 28 tháng 4 năm 2005, Chính phủ ban hành Nghị định số 58/2005/NĐ-CP về việc điều chỉnh các phường và thành lập phường Ninh Khánh, phường Ninh Phong.
Ngày 2 tháng 12 năm 2005, Bộ Xây dựng ban hành Quyết định số 2241/2005/QĐ-BXD về việc công nhận thị xã Ninh Bình là đô thị loại III.
Ngày 7 tháng 2 năm 2007, Chính phủ ban hành Nghị định số 19/2007/NĐ-CP về việc thành lập thành phố Ninh Bình thuộc tỉnh Ninh Bình trên cơ sở toàn bộ diện tích tự nhiên với dân số và các đơn vị hành chính cấp xã trực thuộc của thị xã Ninh Bình.
Thành phố Ninh Bình có 4.836,49 ha diện tích tự nhiên và 130.517 nhân khẩu, có 14 đơn vị hành chính trực thuộc, bao gồm 10 phường: Vân Giang, Thanh Bình, Phúc Thành, Đông Thành, Tân Thành, Nam Bình, Bích Đào, Nam Thành, Ninh Phong, Ninh Khánh và 4 xã: Ninh Nhất, Ninh Tiến, Ninh Sơn, Ninh Phúc.
Ngày 3 tháng 12 năm 2007, Chính phủ ban hành Nghị định số 177/2007/NĐ-CP về việc thành lập phường Ninh Sơn trên cơ sở toàn bộ 466,43 ha diện tích tự nhiên và 8.615 nhân khẩu của xã Ninh Sơn.
Thành phố Ninh Bình có 4.836,49 ha diện tích tự nhiên và 130.517 nhân khẩu với 14 đơn vị hành chính cấp xã trực thuộc, bao gồm 11 phường: Ninh Khánh, Đông Thành, Tân Thành, Vân Giang, Phúc Thành, Nam Thành, Thanh Bình, Nam Bình, Bích Đào, Ninh Phong, Ninh Sơn và 3 xã: Ninh Nhất, Ninh Tiến, Ninh Phúc.
Ngày 20 tháng 5 năm 2014, Thủ tướng Chính phủ ban hành Quyết định số 729/QĐ-TTg về việc công nhận thành phố Ninh Bình là đô thị loại II.
Ngày 5 tháng 12 năm 2024, Thủ tướng Chính phủ ban hành Quyết định số 1516/QĐ-TTg về việc công nhận khu vực dự kiến thành lập thành phố Hoa Lư, trực thuộc tỉnh Ninh Bình đạt tiêu chí đô thị loại I.
Ngày 10 tháng 12 năm 2024, Ủy ban Thường vụ Quốc hội ban hành Nghị quyết số 1318/NQ-UBTVQH15 về việc sắp xếp đơn vị hành chính cấp huyện, cấp xã của tỉnh Ninh Bình giai đoạn 2023 – 2025 (nghị quyết có hiệu lực từ ngày 1 tháng 1 năm 2025). Theo đó:
- Thành lập thành phố Hoa Lư trên cơ sở toàn bộ 46,75 km² diện tích tự nhiên, quy mô dân số là 154.596 người của thành phố Ninh Bình và toàn bộ 103,49 km² diện tích tự nhiên, quy mô dân số là 83.613 người của huyện Hoa Lư.
- Thành lập phường Ninh Giang và phường Ninh Phúc trên cơ sở các xã có tên tương ứng.
- Sáp nhập phường Phúc Thành và phường Thanh Bình vào phường Vân Giang.
- Thành lập phường Ninh Mỹ trên cơ sở thị trấn Thiên Tôn và xã Ninh Mỹ.
- Sáp nhập xã Ninh Xuân vào xã Ninh Nhất.
- Sáp nhập xã Ninh Thắng vào xã Ninh Hải.

Thành phố Hoa Lư có 150,24 km² diện tích tự nhiên và quy mô dân số là 238.209 người; có 12 phường và 8 xã như hiện nay.

## Kinh tế

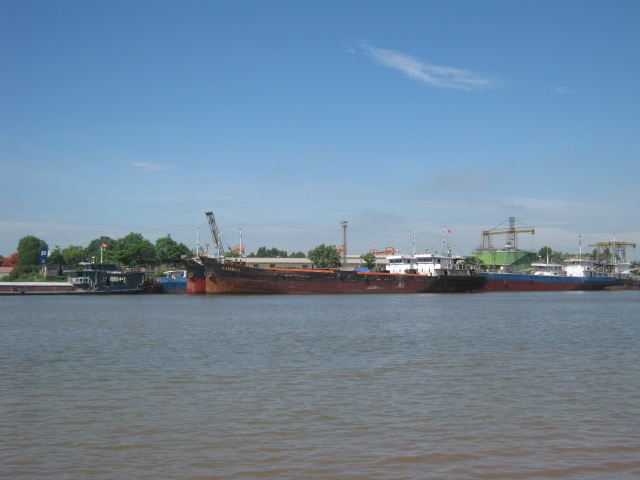
Bến cảng Ninh Phúc

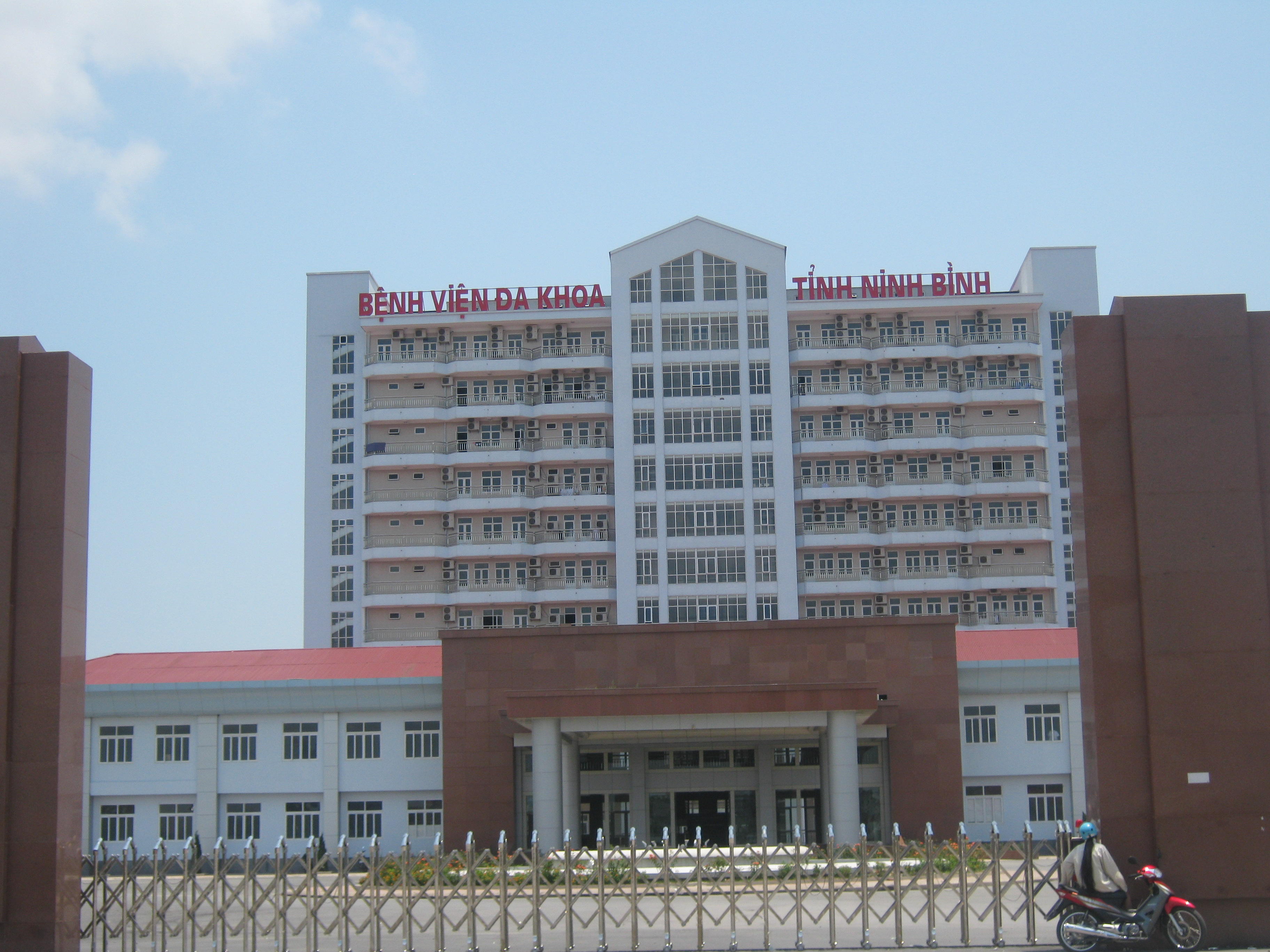
Bệnh viện đa khoa 700 giường

### Công nghiệp
Thành phố Hoa Lư nằm ở vị trí thuận lợi về giao thông đường thủy, đường sắt và đường bộ. Nơi đây có đủ điều kiện để phát triển công nghiệp lâu dài. Hiện thành phố có 2 khu công nghiệp là khu công nghiệp Ninh Phúc - Khánh Phú và khu công nghiệp Phúc Sơn với tỷ lệ lấp đầy khoảng 100%. Một số doanh nghiệp mức sản xuất lớn và có tốc độ tăng khá so với năm trước như: Công ty TNHH Sejung Việt Nam; Công ty TNHH Daewon Auto Vina; Công ty TNHH Mcnex Vina,...
- Khu công nghiệp Khánh Phú[13]: nằm giáp Đông Nam thành phố và huyện Yên Khánh. Tổng diện tích đất phát triển 334 ha, trong đó đất xây dựng nhà máy là 231,54 ha. Các loại hình sản xuất chủ yếu: Nhà máy đạm Ninh Bình công suất 56 vạn tấn/năm, than (sàng tuyển) 300,000/năm; Bốc hàng hoá 1,1 triệu tấn/năm; đóng, sửa chữa tàu thuyền.
- Khu công nghiệp Phúc Sơn nằm ở phía Nam thành phố. Tổng diện tích 145 ha, là khu công nghiệp sạch với sản phẩm may mặc, lắp ráp điện tử, dụng cụ đo lường và sản xuất phần mềm.

Hiện nay, trên địa bàn thành phố có cụm công nghiệp Ninh Phong và cụm công nghiệp Cầu Yên với tổng diện tích 62,30 ha với tổng số vốn đăng ký đầu tư 880 tỷ đồng có tỷ lệ lấp đầy 100%:
- Cụm công nghiệp và làng nghề Ninh Phong và cụm công nghiệp Cầu Yên. Một số doanh nghiệp và nhà máy công nghiệp đem lại nguồn thu lớn là Tập đoàn Xuân Thành Ninh Bình, Doanh nghiệp xây dựng Xuân Trường, Công ty cổ phần xăng dầu dầu khí Ninh Bình, Doanh nghiệp tư nhân Nam Phương, Công ty TNHH Hoàng Hà, Tập đoàn công nghiệp Quang Trung, Nhà máy nhiệt điện Ninh Bình và nhà máy đạm Ninh Bình.

### Dịch vụ
Hoạt động thương mại, dịch vụ phát triển mạnh. Dịch vụ vận tải, dịch vụ thương mại, du lịch phát triển nhanh, thành phố hiện có 18 doanh nghiệp, hợp tác xã vận tải hành khách, 8 công ty du lịch lữ hành, 191 khách sạn, nhà nghỉ, gần 1.900 nhà hàng, cơ sở phục vụ ăn uống, tổng số cơ sở lưu trú, ăn uống tăng 35% so với năm 2015; có 16 chợ, trong đó 15 chợ hạng 3 và 1 chợ hạng 2. Hình thành tuyến phố thương mại như: Đinh Tiên Hoàng, Lê Hồng Phong, Phạm Hồng Thái, Vân Giang.... Số doanh nghiệp kinh doanh trong lĩnh vực thương mại, dịch vụ tăng nhanh. Đến nay đã có 1.110 doanh nghiệp, tăng 64,2% so với năm 2015; tốc độ tăng doanh thu bình quân năm đạt 20,8%.
Ninh Bình cũng là đô thị giàu tiềm năng du lịch văn hoá, giải trí, ẩm thực, hội nghị và thể thao,... Nhà thi đấu thể thao tỉnh và sân vận động Ninh Bình thường diễn ra những sự kiện của tỉnh và khu vực. Thành phố Ninh Bình được Chính phủ chọn là nơi đặt trụ sở của Cục Hải quan Hà Nam Ninh, là cơ quan quản lý nhà nước liên vùng, có địa bàn kiểm soát trên phạm vi 3 tỉnh Hà Nam, Nam Định, Ninh Bình. Một cơ quan liên vùng khác đóng trên địa bàn thành phố là Phòng Quản lý xuất nhập khẩu khu vực Ninh Bình thuộc Cục Xuất nhập khẩu, Bộ Công thương tạo điều kiện thuận lợi, tiết kiệm thời gian và chi phí cho doanh nghiệp khi làm thủ tục xuất, nhập khẩu trên địa bàn Ninh Bình và các tỉnh khu vực Hà Nam Ninh.

### Nông nghiệp
Trong giai đoạn vừa qua, thành phố đã triển khai 7 mô hình trồng rau, hoa ứng dụng công nghệ cao bước đầu đem lại hiệu quả nhất định. Các hoạt động sản xuất và dịch vụ trong nông nghiệp đã có bƣớc phát triển mạnh, tạo thêm việc làm, tăng thu nhập cho người nông dân.

Đất nông nghiệp Ninh Bình chủ yếu phục vụ cho quá trình đô thị hoá thành phố. Ngoài ra, các vùng sản xuất chuyên canh hàng hoá được quy hoạch như vùng rau sạch Ninh Sơn, làng hoa Ninh Phúc. Thành phố cũng phát triển mạnh nghề thủ công truyền thống ở các xã ven đô như: nghề mộc Phúc Lộc, thêu ren Văn Lâm, trồng cây cảnh và đá mỹ nghệ Ninh Vân,...

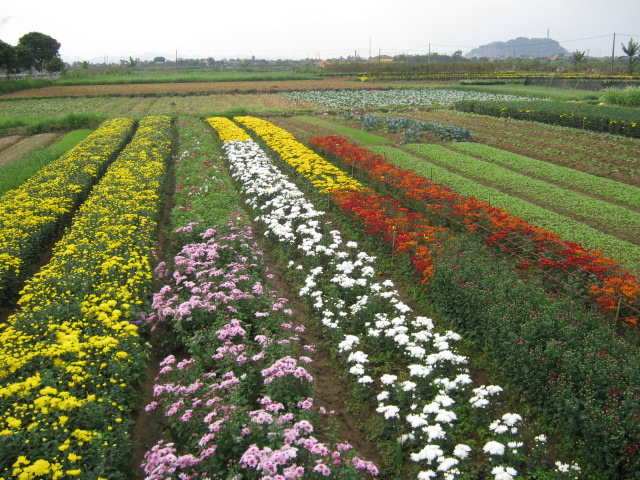
Làng hoa Ninh Phúc
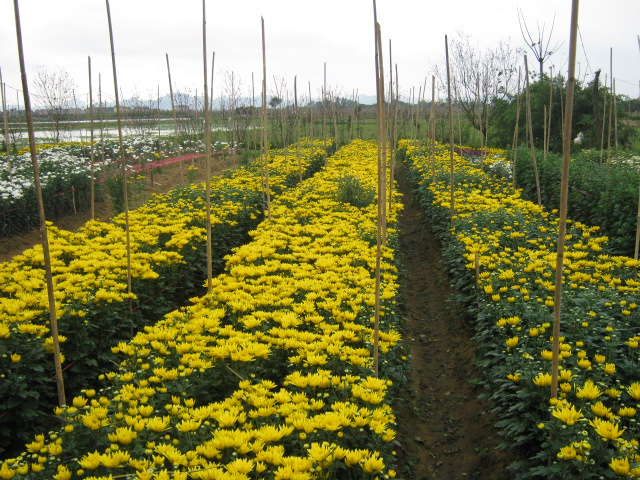
Làng hoa Ninh Phúc
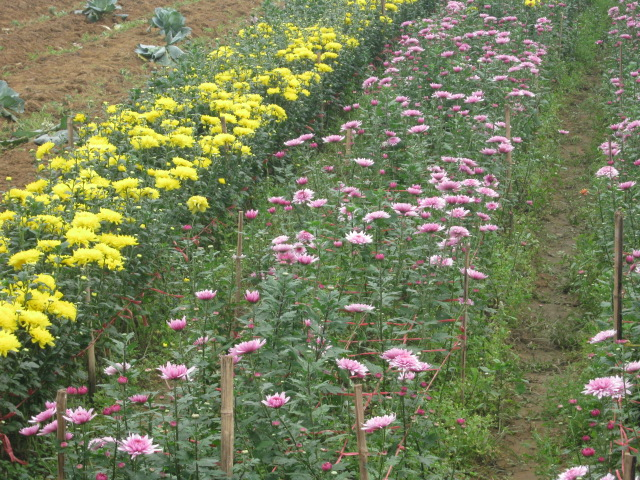
Làng hoa Ninh Phúc
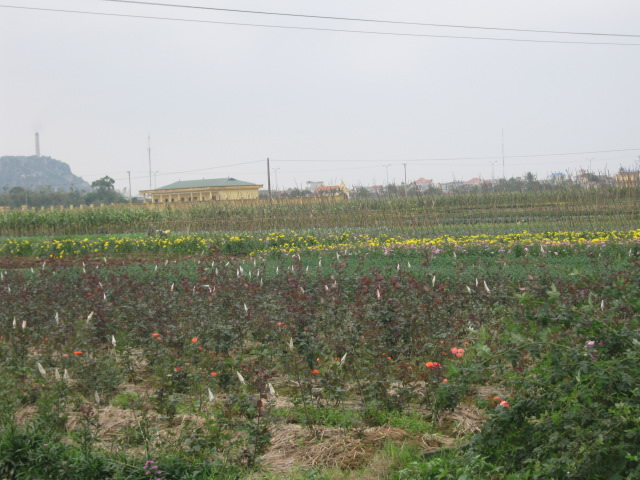
Làng hoa Ninh Phúc

## Văn hóa

### Công trình kiến trúc

Đảo núi Kỳ Lân trên sông Tràng An

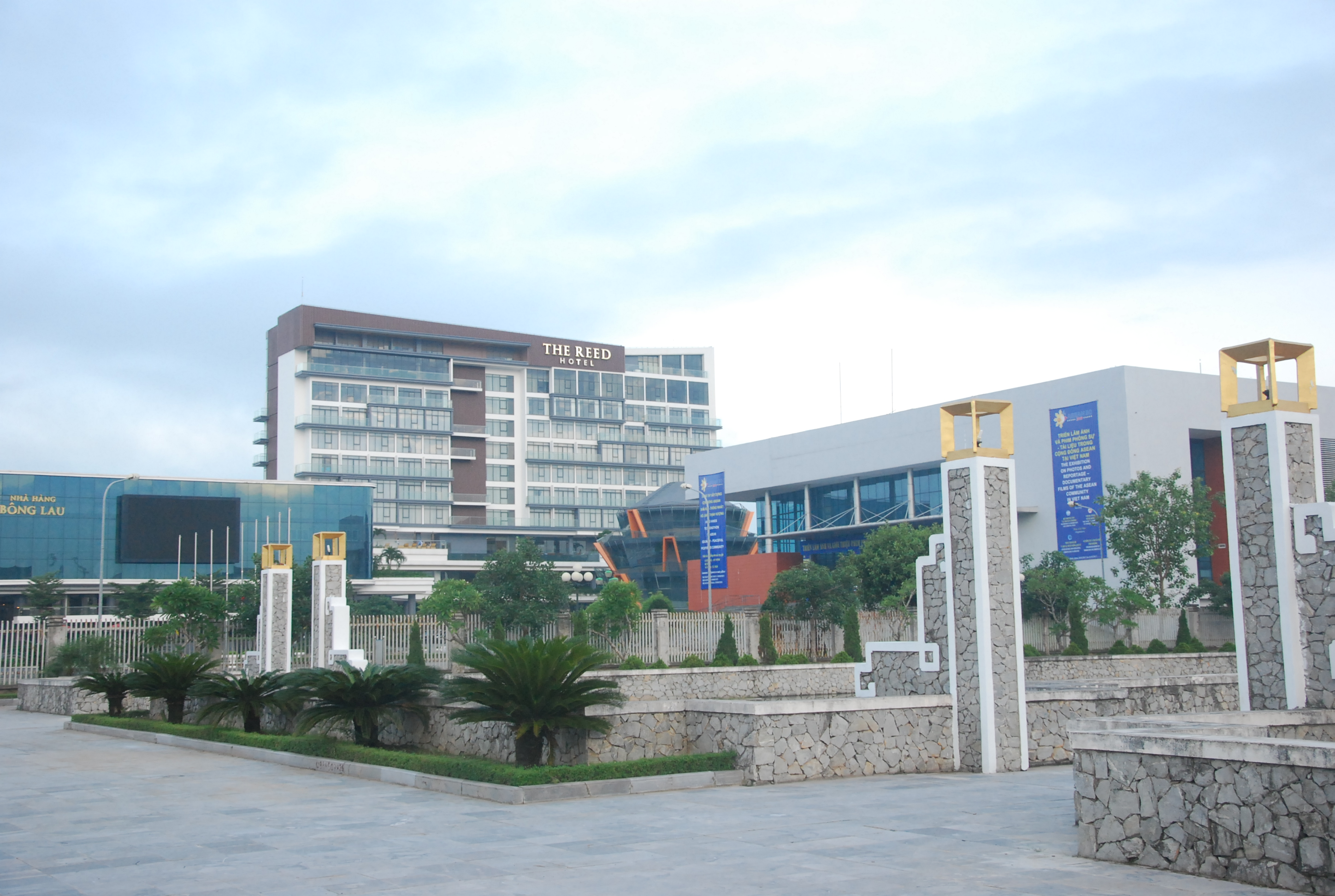
Một công trình kiến trúc ở TP. Ninh Bình

Nhà thờ họ Trương Việt Nam ở Hoa Lư

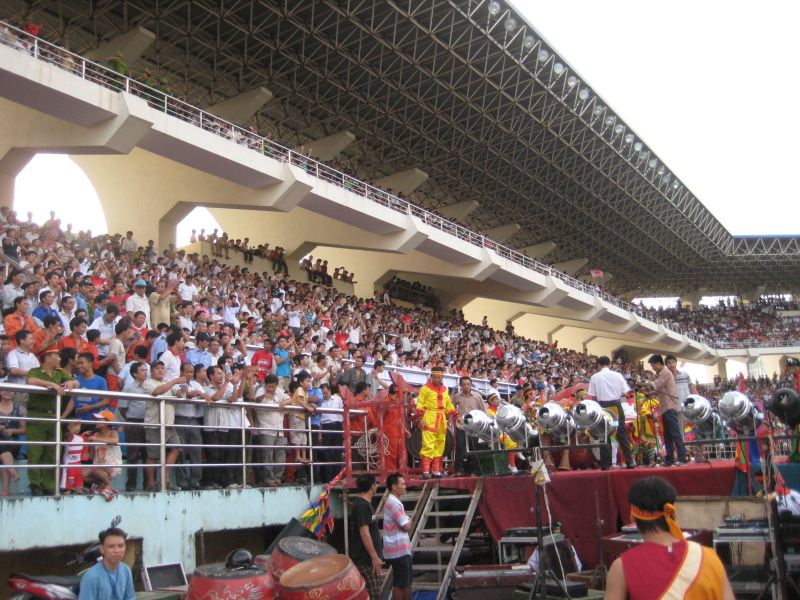
Một góc Sân vận động Ninh Bình ở Hoa Lư

- Nhà hát Phạm Thị Trân khánh thành tháng 5/2024, được xây dựng trên diện tích 6.453 m², gồm 3 khối chính: Khối phục vụ biểu diễn, khối trụ sở làm việc, khối hầm kỹ thuật.
- Bảo tàng Ninh Bình được khánh thành vào ngày 1/9/1995 với 1.200 m² sử dụng, có hệ thống trưng bày 3 phần chính: lịch sử thiên nhiên, lịch sử Ninh Bình trước cách mạng tháng Tám và lịch sử Ninh Bình sau cách mạng tháng Tám.
- Chợ Rồng Ninh Bình là chợ cấp 1 quốc gia, nằm ở bên sông Vân, là chợ lớn nhất Ninh Bình.
- Quảng trường Đinh Tiên Hoàng Đế đế là công trình kiến trúc công cộng hiện đại ở trung tâm thành phố.
- Nhà thờ họ Trương Việt Nam là nơi thờ Ngọc Hoàng Thượng đế, thánh Tam Giang và các danh nhân tiêu biểu họ Trương như Trương Hán Siêu, Trương Ma Ni, Trương Định,...
- Nhà thi đấu Ninh Bình là nơi diễn ra nhiều giải đấu lớn như Bóng chuyền, vật, võ,... là sân nhà của câu lạc bộ bóng chuyền Tràng An Ninh Bình, tại đây hàng năm diễn ra giải bóng chuyền cúp Hoa Lư của các đội bóng chuyền mạnh Việt Nam.
- Hệ thống siêu thị: Siêu thị Big C Ninh Bình, Siêu thị Tâm Hằng, Siêu Thị Đông Nam Á; Siêu Thị Hapro Mart Ninh Bình; Siêu Thị VinMart Ninh Bình; Siêu thị Kiên Anh; Siêu thị Đông Thành,...
- Hệ thống công viên: Công viên văn hóa Tràng An, công viên Thúy Sơn, công viên sông Vân, công viên Đông Thành,...
- Các công trình kiến trúc khác: Cầu Ninh Bình, Cầu Non Nước, Cảng Ninh Phúc, Ga Ninh Bình, Sân vận động Ninh Bình, nhà hát Chèo Ninh Bình, đền Vân Thị,...

## Du lịch
Thành phố Hoa Lư là một trong 10 trung tâm du lịch quốc gia, là một cực tăng trưởng của tam giác du lịch Hà Nội - Ninh Bình - Quảng Ninh.

### Di tích, danh thắng

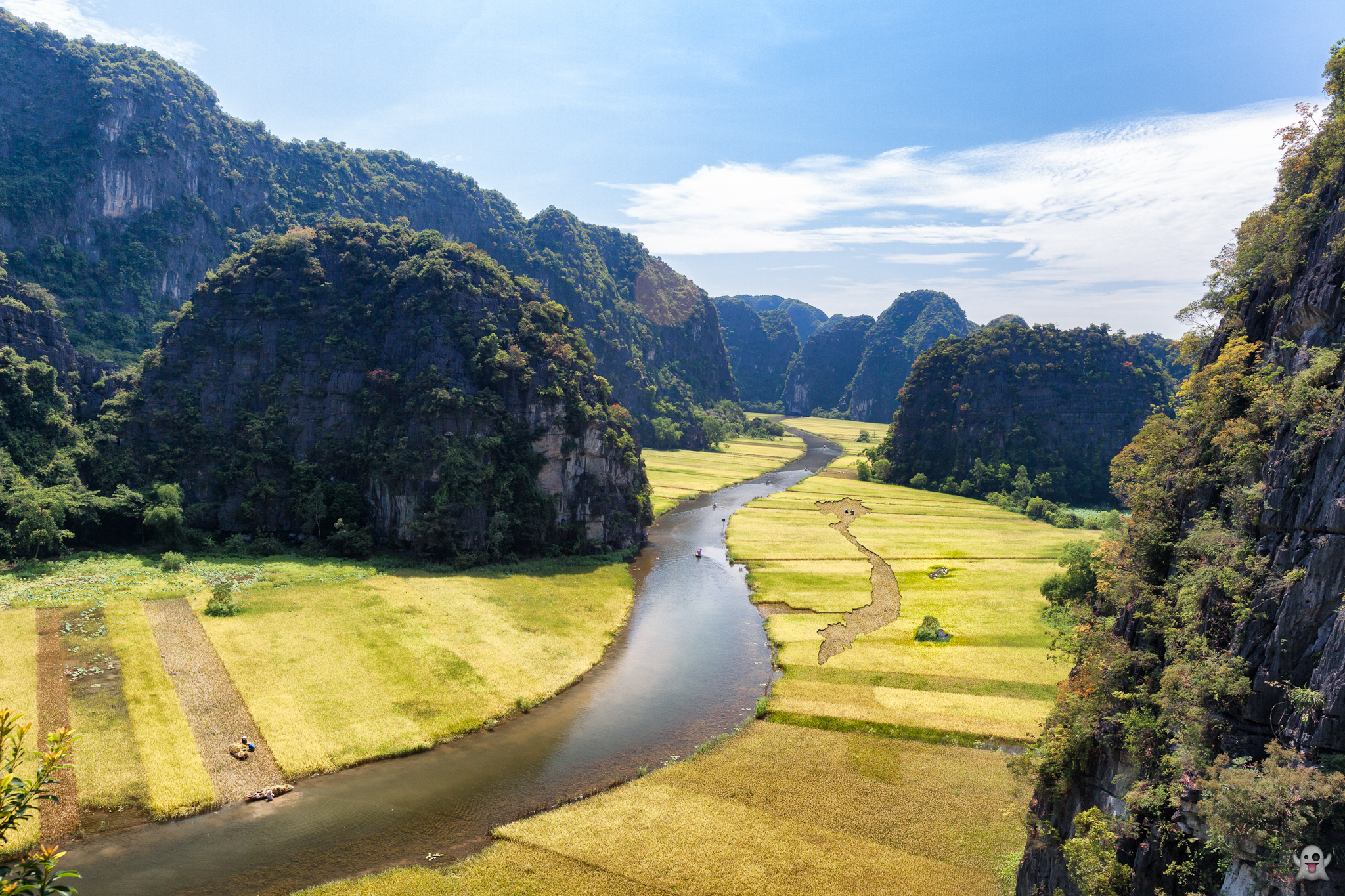
Khu du lịch Tam Cốc - Bích Động

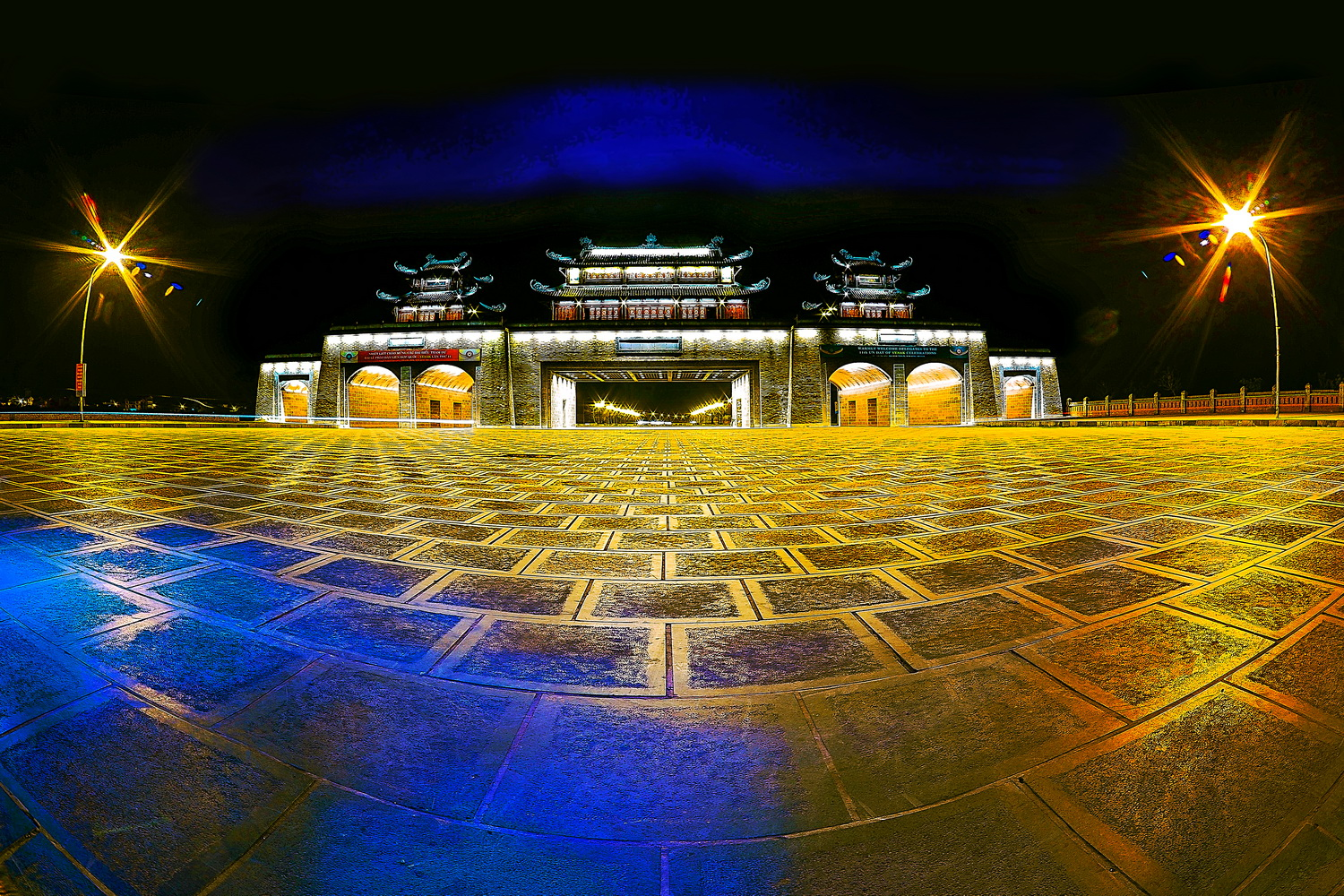
Quảng trường cổng vào Tràng An

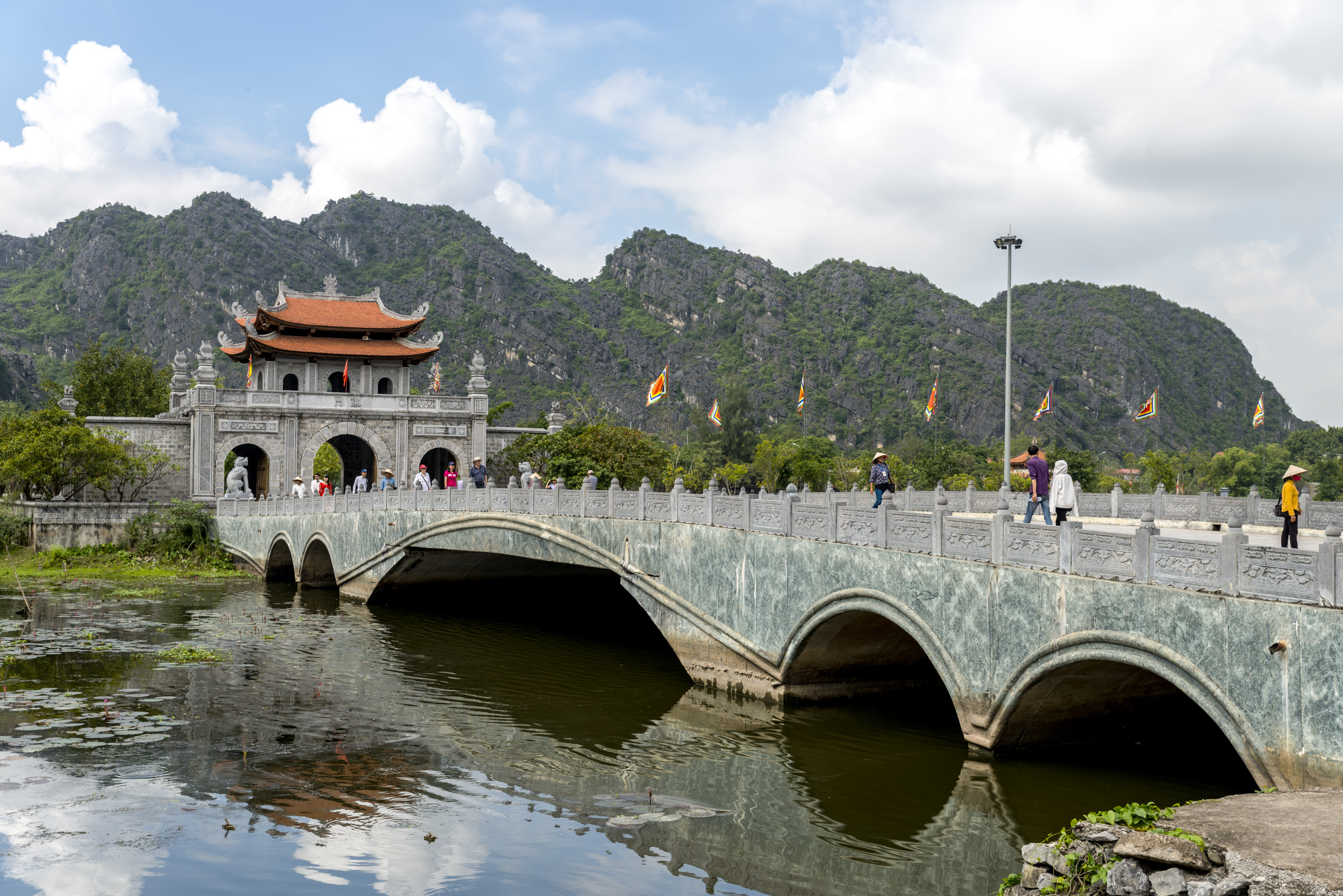
Cổng Đông dẫn vào cố đô Hoa Lư

Thành phố Hoa Lư có 468 di tích đã được kiểm kê, trong đó 106 di tích đã được xếp hạng gồm 76 di tích cấp tỉnh, 28 di tích cấp quốc gia và 3 di tích cấp quốc gia đặc biệt là: Tràng An - Tam Cốc – Bích Động, Quần thể di tích Cố đô Hoa Lư và núi Non Nước, Quần thể danh thắng Tràng An đã được UNESCO công nhận là di sản thế giới từ năm 2014. Về di sản văn hóa phi vật thể, thành phố có 104 di sản được kiểm kê, gồm 6 loại hình, trong đó có 3 di sản được công nhận là Di sản Văn hóa phi vật thể quốc gia gồm: Lễ hội Hoa Lư, nghề đá mỹ nghệ Ninh Vân, nghề thêu ren Ninh Hải.
- Tam Cốc - Bích Động là khu du lịch trọng điểm quốc gia Việt Nam với nhiều điểm du lịch thắng cảnh như: Tam Cốc, xuyên thủy động, động Tiên, thung Nắng, các di tích: chùa Bích Động, đền Thái Vi, Cố Viên Lầu,...
- Quần thể di tích Cố đô Hoa Lư với các di tích: đền Vua Đinh – đền Vua Lê, đền thờ công chúa Phất Kim, chùa Nhất Trụ, phủ Đông Vương, phủ Vườn Thiên, động Thiên Tôn, chùa Kim Ngân, chùa Duyên Ninh, các làng cổ Trường Yên, tuyệt tình cốc Động Am Tiên...
- Khu du lịch sinh thái Hang động Tràng An với các hang động, thung nước, núi non, rừng sinh thái và các di tích: đền Trần, đền Suối Tiên, đền Cao Sơn, phủ Đột, phủ Khống, chùa Thiên Phúc, hành cung Vũ Lâm,...
- Khu du lịch sinh thái Thung Nham với điểm nhấn là vườn chim tự nhiên và các hang động như: động Vái Giời, động Thủy Cung, động Tiên Cá, động Ba Cô, Hang Bụt,...
- Núi Non Nước là một ngọn núi nằm ngay trên ngã ba sông Vân với sông Đáy, là một tiền đồn nằm ở cửa ngõ phía đông thành phố. Lối lên đỉnh Non Nước qua 72 bậc gạch đá. Đỉnh núi tương đối bằng phẳng, có lầu đón gió để nghỉ. Trên núi có hàng trăm bài thơ của các tao nhân mặc khách. Bên núi có chùa Non Nước và có đền thờ danh sĩ Trương Hán Siêu đời Trần. Bảo tàng Ninh Bình nằm sát công viên Thúy Sơn, là nơi tham quan tìm hiểu biết lịch sử dựng nước và giữ nước của tỉnh Ninh Bình.
- Núi Kỳ Lân - chùa Vàng - chùa Bạc - tháp Báo Ân - phố cổ Hoa Lư, Hồ Máy Xay, hồ Biển Bạch, hồ Bạch Cừ, hồ cá voi, sông Tràng An, Núi Ngọc Mỹ Nhân, động Thiên Tôn, đền Vân Thị, chùa Đẩu Long, đền Đồng Bến, Phủ Võng,... là những điểm du lịch trung tâm thành phố.

### Làng nghề
- Làng nghề đá Ninh Vân được ghi danh là di sản văn hóa phi vật thể quốc gia. Ninh Vân có 3 làng nghề là Xuân Vũ, Dưỡng Thượng và Dưỡng Hạ được công nhận là làng nghề chế tác đá mỹ nghệ truyền thống.
- Làng nghề theo Văn Lâm  có tuổi đời trên 700 năm, từ thời nhà Trần, do quốc mẫu Trần Thị Dung đã cho các cung nữ truyền dạy cho người dân làng Văn Lâm nghề thêu ren cung đình.
- Làng hoa Ninh Phúc nằm ở phía Nam thành phố, là nơi cung cấp các loài hoa tươi cho thị trường khu vực Nam Bắc Bộ. Những loài hoa áp đảo về số lượng ở Ninh Phúc là các giống hoa ly, cúc, dơn, hồng. Nhiều loài hoa khác cũng có mặt ở làng hoa Ninh Phúc như: huệ, violet, lan, tulip, đồng tiền, cẩm tú,...
- Làng nghề trồng rau sạch Ninh Sơn với mô hình trồng rau an toàn từ diện tích 21 ha được nhân rộng ra toàn vùng đất màu. Ngoài các loại rau chủ yếu như rau muống, xà lách, cải thảo, cà tím rau thơm, một số loại rau củ cho hiệu quả kinh tế cao như su hào, tỏi... cũng được đưa vào trồng. Các hộ gia đình còn trồng hoa, cây cảnh, trồng đào, quất phục vụ thị trường.
- Làng mộc Phúc Lộc nằm ở phía Đông Nam thành phố, làng có 5 xóm: xóm Trại, xóm Ngoài, xóm Giữa, xóm Trong và xóm Mơ. Làng nghề mộc Phúc Lộc hiện có tới 400 người làm nghề sản xuất đồ mộc và khoảng 200 người lao động phụ. Sản phẩm làng nghề Phúc Lộc đa dạng các loại đồ gỗ cao cấp, cầu kỳ, sang trọng như: tủ chè, sập gụ, sập lim, tạc tượng, chạm trổ hoa văn các loại...

### Ẩm thực

Khu du lịch Tràng An

Thành phố Hoa Lư là nơi hội tụ, phát triển mạnh các đặc sản Ninh Bình, tiêu biểu là loại hình ẩm thực phố đi bộ, phố đêm với các đặc sản đặc trưng như cơm cháy Ninh Bình, các đặc sản từ thịt Dê núi Ninh Bình, Cá tràu tiến vua, Cá rô Tổng Trường, rượu Kim Sơn, dứa Đồng Giao, bún mọc, miến lươn, gỏi nhệch,...
4 câu thơ khi nhắc tới du lịch Ninh Bình:
Rượu ngon cơm cháy thịt dê
Ninh Bình chào đón khách về tham quan
Đẹp thay non nước Tràng An
Hạ Long trên cạn, đại ngàn Cúc Phương

### Kết nối du lịch
Ngoài vị trí hội tụ giao thông và giàu tài nguyên du lịch, thành phố Hoa Lư còn có lợi thế nằm ở vị trí gần các khu, tuyến, cụm điểm du lịch khác như:
- Trong bán kính 15 km có các khu du lịch chùa Bái Đính, Vân Long và một số điểm du lịch như đền thờ Đinh Bộ Lĩnh, đền thờ thánh Nguyễn, chùa Địch Lộng, phủ Dầy,...
- Trong bán kính 30 km có các khu du lịch nhà thờ Phát Diệm, đền Trần, suối nước nóng Kênh Gà, động Vân Trình, hồ Đồng Thái, phòng tuyến Tam Điệp... và các điểm du lịch động Mã Tiên, hồ Đồng Chương, sông Hoàng Long...
- Trong bán kính 50 km có các khu du lịch ven biển Kim Sơn, cồn Nổi,vườn quốc gia Cúc Phương, khu dự trữ sinh quyển thế giới biển Kim Sơn, thành nhà Hồ, chùa Hương, Khu du lịch Tam Chúc,...

## Giao thông

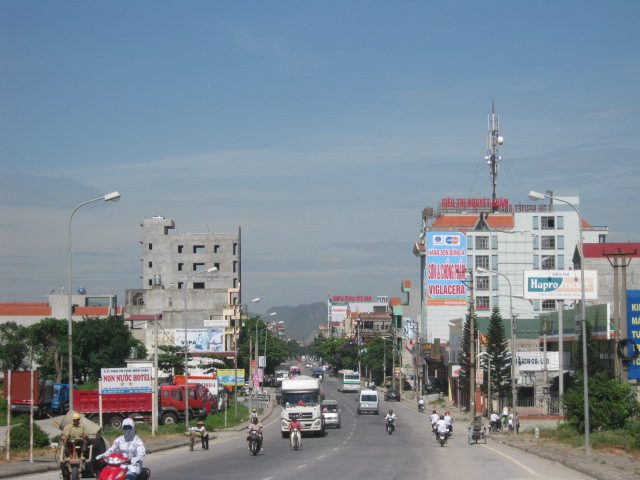
Đường Lương Văn Thăng ở TP. Hoa Lư là đoạn trùng của quốc lộ 10 và quốc lộ 38B

Nằm ở vị trí cửa ngõ phía Nam miền Bắc, thành phố Hoa Lư đồng thời là một đầu mối giao thông quan trọng với hệ thống đường thủy, đường bộ và đường sắt phát triển:

### Giao thông đường bộ
Hệ thống giao thông đường bộ của thành phố Hoa Lư là đầu mối của các tuyến đường cao tốc Việt Nam:
- Đường cao tốc Cao Bồ – Mai Sơn và Đường cao tốc Mai Sơn – Quốc lộ 45
- Dự án đường cao tốc Ninh Bình – Hải Phòng
- Quốc lộ 1 đi qua thành phố Hoa Lư chạy xuyên suốt từ Bắc xuống Nam, đảm nhận vai trò chính về giao thông. Chiều dài đoạn tuyến qua thành phố Hoa Lư có 9,4 km, chiều rộng nền đường từ 15 - 30m, rộng mặt đường từ 12 - 15m, mặt đường đã trải nhựa chất lượng tốt.
- Quốc lộ 10 đi qua thành phố Hoa Lư (nối từ tỉnh Nam Định đi huyện Kim Sơn) với chiều dài tuyến 5,55 km, chiều rộng nền đường từ 9 - 12m, rộng mặt đường từ 7 - 9m, mặt đường được trải nhựa chất lượng tốt.
- Quốc lộ 38B: Đường Lương Văn Thăng đoạn từ ngã tư giao với đường Đinh Tiên Hoàng đến ngã tư giao với đường Trần Hưng Đạo.
- Đường tỉnh ĐT.478B từ giao Quốc lộ 1 tại ngã tư Ba Vuông vào Tam Cốc – Bích Động qua địa bàn phường Ninh Phong dài 0,5 km, rộng 40m, mặt đường trải nhựa chất lượng tốt.
- Tuyến giao thông nội thị: Trong những năm qua thành phố đang hoàn thiện dần hệ thống giao thông nội thị. Hiện đường chính đô thị có tổng chiều dài khoảng 120 km; đường khu vực đô thị có tổng chiều dài 70 km có chất lượng tốt.

Ngoài ra, có các tuyến đường nối Quốc lộ 1 với cảng Ninh Phúc, đường Quốc lộ 1 tránh thành phố Ninh Bình.
Thành phố còn là điểm tụ của 3 Quốc lộ sau:
- Quốc lộ 1 xuyên Việt qua địa bàn Ninh Bình dài 40 km.
- Quốc lộ 10 từ Quảng Ninh qua các tỉnh thành Hải Phòng, Thái Bình, Nam Định tới Thanh Hóa.
- Quốc lộ 38B từ thành phố Hải Dương đến huyện Nho Quan.

Có 2 tuyến Quốc lộ nữa trên địa bàn thành phố là đường nối cảng Ninh Phúc (đường Trần Nhân Tông) và đường Quốc lộ 1 mới (đường Nguyễn Minh Không). Ga Ninh Bình và bến xe khách Ninh Bình đều nằm ở phường Thanh Bình thuộc trung tâm thành phố.

### Giao thông đường thủy
Thành phố có cảng Ninh Phúc hiện là cảng sông có quy mô lớn ở miền Bắc đồng thời là một trong những cảng nội địa lớn nhất Việt Nam. Cảng đảm bảo nhận tàu cỡ 3.000 DWT cập bến, công suất đạt 2,5 triệu tấn/năm. Cảng Ninh Phúc nằm ở bờ trái sông Đáy, đảm bảo công tác vận tải đường thủy các tuyến giao thông đường thủy Cửa Đáy – Ninh Bình, Ninh Bình – Hà Nội, Ninh Bình – Hải Phòng – Quảng Ninh, Ninh Bình – Thanh Hóa.
Gần Cảng Ninh Phúc là cảng Ninh Bình có công suất đạt 1,6 triệu tấn/năm, đảm bảo cho tàu biển trên 3.000 DWT và 1.000 DWT ra vào thuận lợi. 2 cảng sông này đều nằm trong danh sách cảng sông được ưu tiên đầu tư xây dựng.

### Đường phố

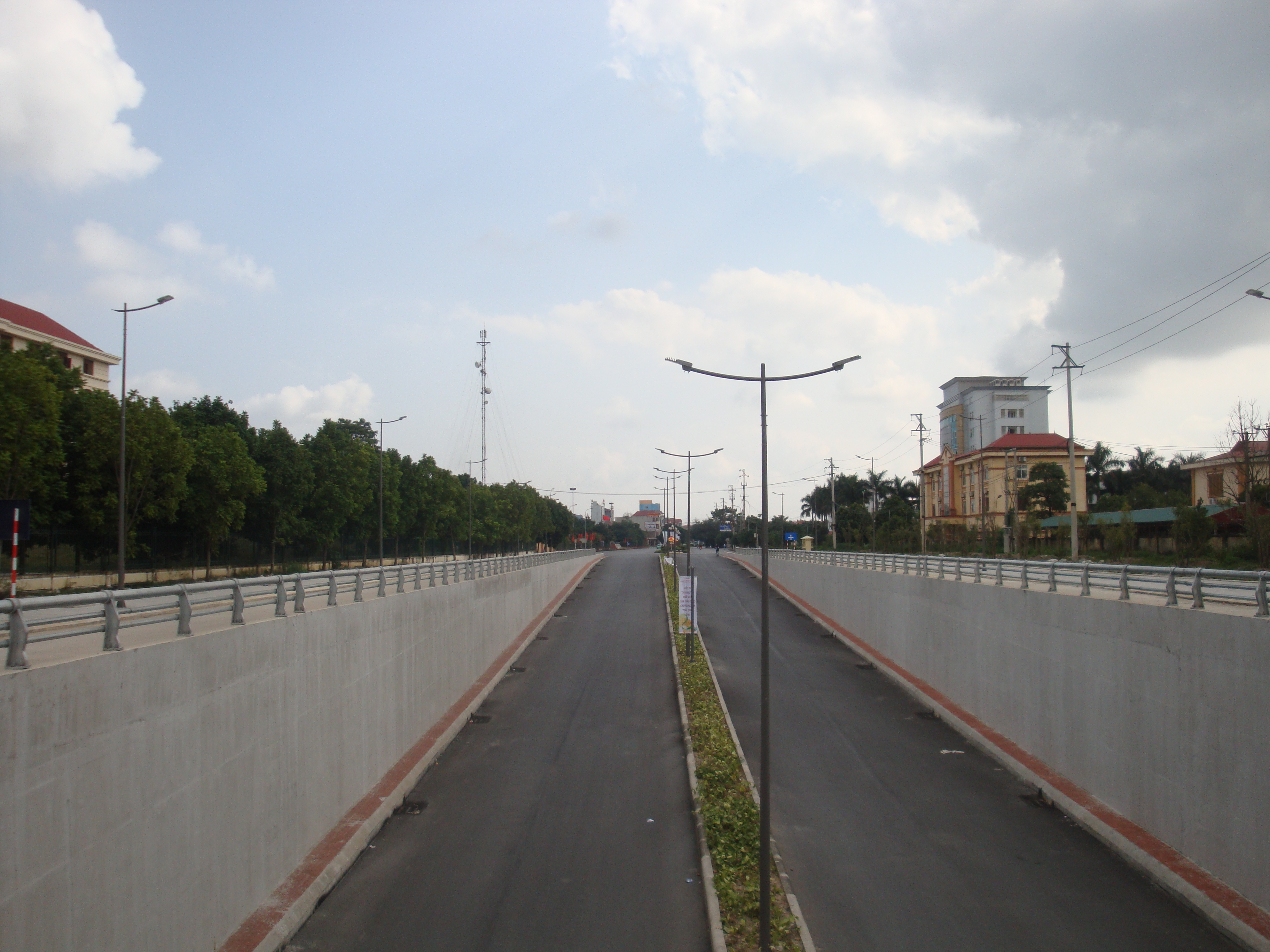
Hầm vượt quảng trường Đinh Tiên Hoàng Đế

Đường giao thông đô thị ở thành phố Hoa Lư được đặt tên gọi là đường hoặc phố. Những tuyến giao thông nhỏ, ngắn của thành phố được gọi là phố, ví dụ như phố Vạn Thắng, phố Bắc Thành, phố 7, phố Ngọc Xuân, phố Chiến Thắng, phố Ẩm Thực, phố Phong Sơn, phố Bạch Đằng,... Phần lớn tên đường được đặt theo tên danh nhân, một số đường đặt tên địa danh văn hóa như: Vân Giang, Tràng An, Nam Thành, Phúc Thành, Tây Thành, Xuân Thành, Kênh Đô Thiên; một số đường đặt tên sự kiện như đường 30/6, Đông Phương Hồng, Chiến Thắng, Thành Công.
Các đường phố lớn của thành phố là đại lộ Đinh Tiên Hoàng, đường 30/6, Lê Đại Hành, Tràng An, Nguyễn Minh Không, Trần Hưng Đạo và Nguyễn Công Trứ. Trục đường đại lộ Đinh Tiên Hoàng và đường Vạn Hạnh được quy hoạch là trục cảnh quan chính của thành phố.
Đường Đinh Tiên Hoàng đi qua trục trung tâm thành phố, một phần phía Nam của nó cùng với các đường Lương Văn Thăng, Lê Đại Hành và đường Nguyễn Công Trứ thực chất là Quốc lộ 10 hướng về vùng đất mở Kim Sơn; Đường Lương Văn Thăng còn là quốc lộ 38B đoạn qua trung tâm thành phố.
Đường Tràng An dẫn vào cố đô Hoa Lư; đường Trần Hưng Đạo, đường 30/6 và đường Nguyễn Huệ là đoạn Quốc lộ 1; có 2 đường vành đai của thành phố là Nguyễn Minh Không và Trần Nhân Tông đều được nâng cấp thành Quốc lộ.
Với vị trí nằm gần các tuyến điểm du lịch, giao thông tương đối thuận tiện đồng thời việc hình thành nhiều công trình du lịch và khu dịch vụ mới, thành phố Hoa Lư mang đặc trưng của một thành phố du lịch.
Phố cổ Hoa Lư và phố đi bộ đã tạo nên không gian du lịch như khu vui chơi, khu ẩm thực, khu nhạc nước, tổ chức các sự kiện văn hóa nghệ thuật như: ca nhạc đường phố, lễ hội âm nhạc, chèo, xẩm.

## Kết nghĩa
- Thành phố Bạc Liêu, tỉnh Bạc Liêu, Việt Nam
- Thành phố Cà Mau, tỉnh Cà Mau, Việt Nam
- Thành phố Okayama, tỉnh Okayama, Nhật Bản
- Huyện Vĩnh Lợi, tỉnh Bạc Liêu, Việt Nam.

## Hình ảnh
|  |  |  |  |

|  |  |  |  |